# Bambini di strada nelle Filippine
Secondo un rapporto del 1998 dal titolo "Situazione della gioventù nelle Filippine" si ritrovavano a vivere, più o meno stabilmente, e lavorare sulla strada circa 1,5 milioni di minorenni.
Secondo la fondazione "A Better Life" vi sono tre differenti categorie di bambini di strada:
1. Il 70-75% dei minori coinvolti nelle Filippine lavorano ma non risiedono stabilmente sulle strade. Generalmente quindi hanno una casa a cui tornare dopo l'impiego, e alcuni di loro addirittura continuano a frequentare la scuola durante questo periodo.
2. Circa il 20% invece fanno della strada la propria casa, spesso creando una sorta di famiglia alternativa con i loro compagni. Alcuni continuano nonostante tutto ad intrattenere ancora qualche legame familiare, pur senza mai tornar nelle abitazioni d'origine.
3. Il 5-10% infine sono minori completamente abbandonati, non hanno più alcun legame familiare e sono del tutto lasciati a loro stessi per le questioni riguardanti la sopravvivenza fisica.

## Problemi correlati

### Tossicodipendenza
Le sostanze più comunemente utilizzate sono inalanti, come solventi e colle a base di toluene, sciroppi per la tosse ma anche marijuana e lo Shabu (una metanfetamina); queste ultime due in particolare vengono condivise con i compagni e gli amici ogni qualvolta uno del gruppo ha abbastanza soldi per comprarle. Alcuni prendono anche farmaci fino ad abusarne.

### Problemi di salute
I bambini di strada nelle Filippine sono in genere denutriti e gracili, difficilmente attrezzati per poter sopravvivere ai pericoli della vita quotidiana e del lavoro svolto per strada. Alcuni dei pericoli che debbono affrontar includono malattie, lesioni fisiche da incidenti automobilistici, scontri e combattimenti contro gruppi avversari, molestie provenienti da estorsori e poliziotti, lo sfruttamento sessuale da parte di pedofili, l'esposizione ad abuso di sostanze ed infine il rischio di contrarre malattie sessualmente trasmissibili.

### Esecuzioni sommarie
Molti bambini di strada erano in costante pericolo di essere sommariamente passati per le armi da parte degli squadroni della morte per il tutto il periodo del Governo di Ferdinand Marcos. A Davao gruppi di vigilantes hanno ucciso molti minorenni che si trovavano in conflitto con la legge durante i primi anni 2000; la maggior parte di essi sono stati assassinati poco dopo esser stati rilasciati dalle forze di polizia.
Gruppi a favore dei diritti umani affermano che le uccisioni sono diventate una politica non scritta del Governo, in gran parte a causa del sistema di giustizia penale largamente farraginoso ed inefficace, oltre che della tendenza da parte delle autorità a prendere scorciatoie nell'amministrazione giudiziaria. Le esecuzioni ripetute sono apertamente approvate dai funzionari locali, rafforzando così il sospetto di lunga data che le squadre della morte siano formate direttamente a seguito di direttive politiche.

### Prostituzione minorile e sfruttamento sessuale
Una varietà di diversi fattori contribuiscono allo sfruttamento sessuale minorile nelle Filippine.
Bambini e minori in genere che si prostituiscono vengono ampiamente utilizzati sia da stranieri che praticano il turismo sessuale minorile sia da veri e propri pedofili, così come dai locali. Molti bambini di strada sono attirati alla prostituzione minorile in quanto un mero mezzo di sopravvivenza, mentre altri sembrano farlo espressamente per guadagnar soldi da poter inviare alle proprie famiglie.
Radicata fortemente da una condizione di miseria quasi assoluta, la questione della prostituzione minorile nella città di Angeles è stata aggravata fin dai primi anni ottanta dalla presenza della base militare statunitense "Clark Air Base", dove minori impiegati inizialmente come camerieri o inservienti finivano come prostituti per i soldati.
I bambini di strada sono particolarmente a rischio riguardo a questa questione in quanto molti dei 200 bordelli di Angeles offrono sesso minorile. Secondo le ultime statistiche datate 1996 più di 60 000 minorenni filippini di strada si prostituivano.
Si è avuta notizia di un ragazzino tredicenne vittima di trafficanti finito in un bordello di Angeles dove doveva servire fino a 15 persone ogni notte e altri salvati e posti in istituti per orfani e/o vittime di abusi o centri di riabilitazione.
Circa il 18% dei bambini di strada nelle Filippine ha contratto infezioni e malattie sessuali.